# Ulica Wrocławska w Krakowie
Ulica Wrocławska – ulica w Krakowie, położona w dzielnicy V Krowodrza o długości ok. 1,8 km.
Wytyczona w połowie XIX wieku. Biegnie od skrzyżowania z ulicą Prądnicką do koszar wojskowych przy ul. T. Czyżewskiego, linii kolejowej i przystanku kolejowego Kraków Łobzów.
Odcinek wschodni (od ulicy Prądnickiej) wytyczony w pierwszej połowie XIX wieku. Począwszy od skrzyżowania z ulicą Władysława Łokietka jej przebieg pokrywa się ze średniowiecznym traktem olkuskim, który przebiegał z Krakowa do Wrocławia.

## Zabudowa
Zabudowa początkowego odcinka sięga początków XX wieku, dominują czteropiętrowe kamienice z okresu międzywojennego. W środkowej części (między ulicami Oboźną a Racławicką) dominują niskie kamienice i domy o charakterze przedmiejskim. Do najważniejszych obiektów należą:
- ul. Wrocławska 1–3 – 5 Wojskowy Szpital Kliniczny z Polikliniką im. gen Mariana Garlickiego
- ul. Wrocławska 20 – zabytkowa willa o charakterze podmiejskim
- ul. Wrocławska 21 – Sztab Dowództwa 6 Brygady Powietrznodesantowej
- ul. Wrocławska 22 – zabytkowa willa o charakterze podmiejskim
- ul. Wrocławska 82 – Koszary Obrony Krajowej – siedziba 16 batalionu powietrznodesantowego
- ul. Wrocławska 91 – rogatka „Pod Kasarnią” (dawny Urząd Akcyzowy nr 5 Krowodrza-Koszary

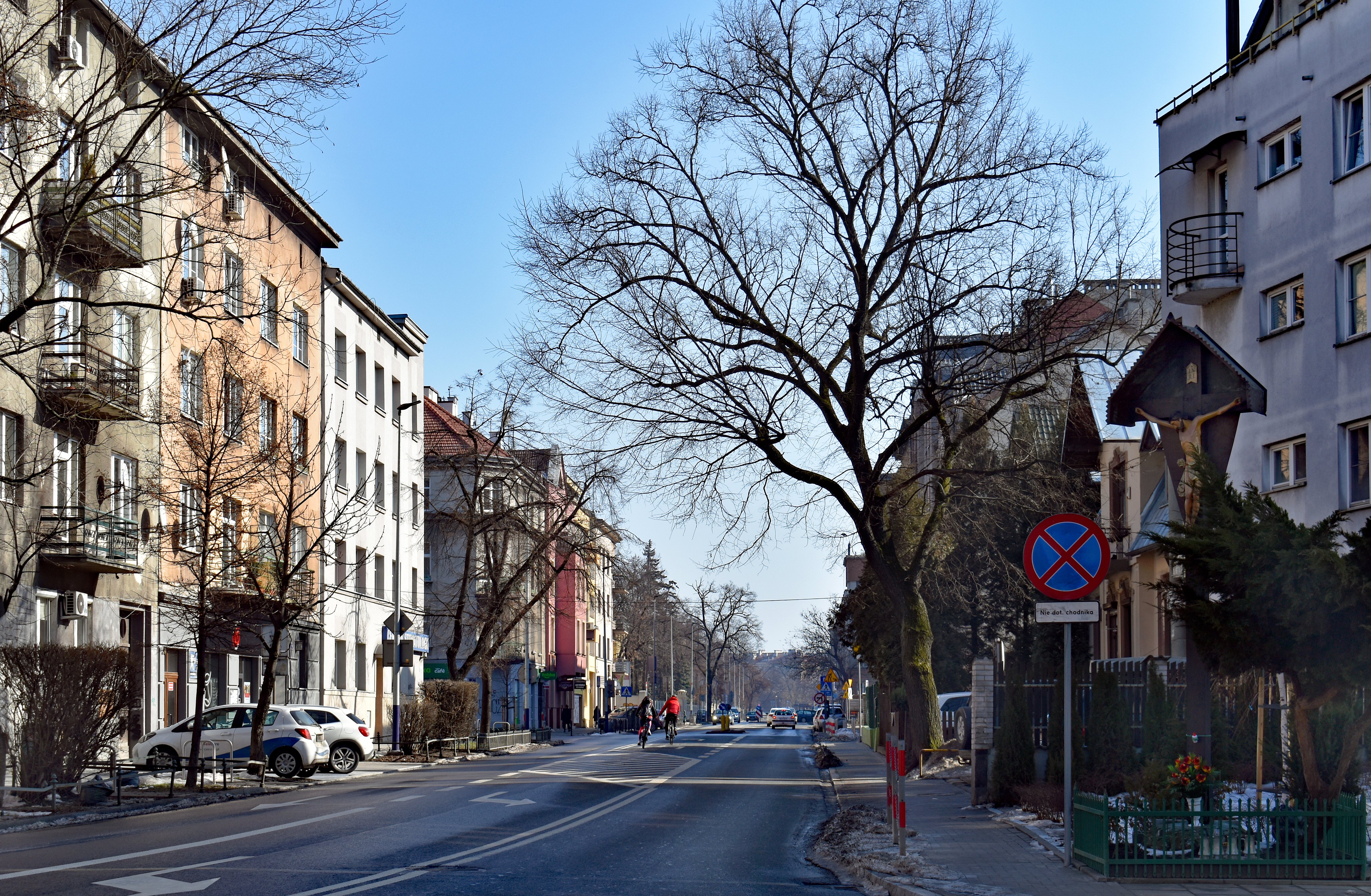
Krzyż przydrożny przy skrzyżowaniu z ul. Świętokrzyską i widok na wschód.
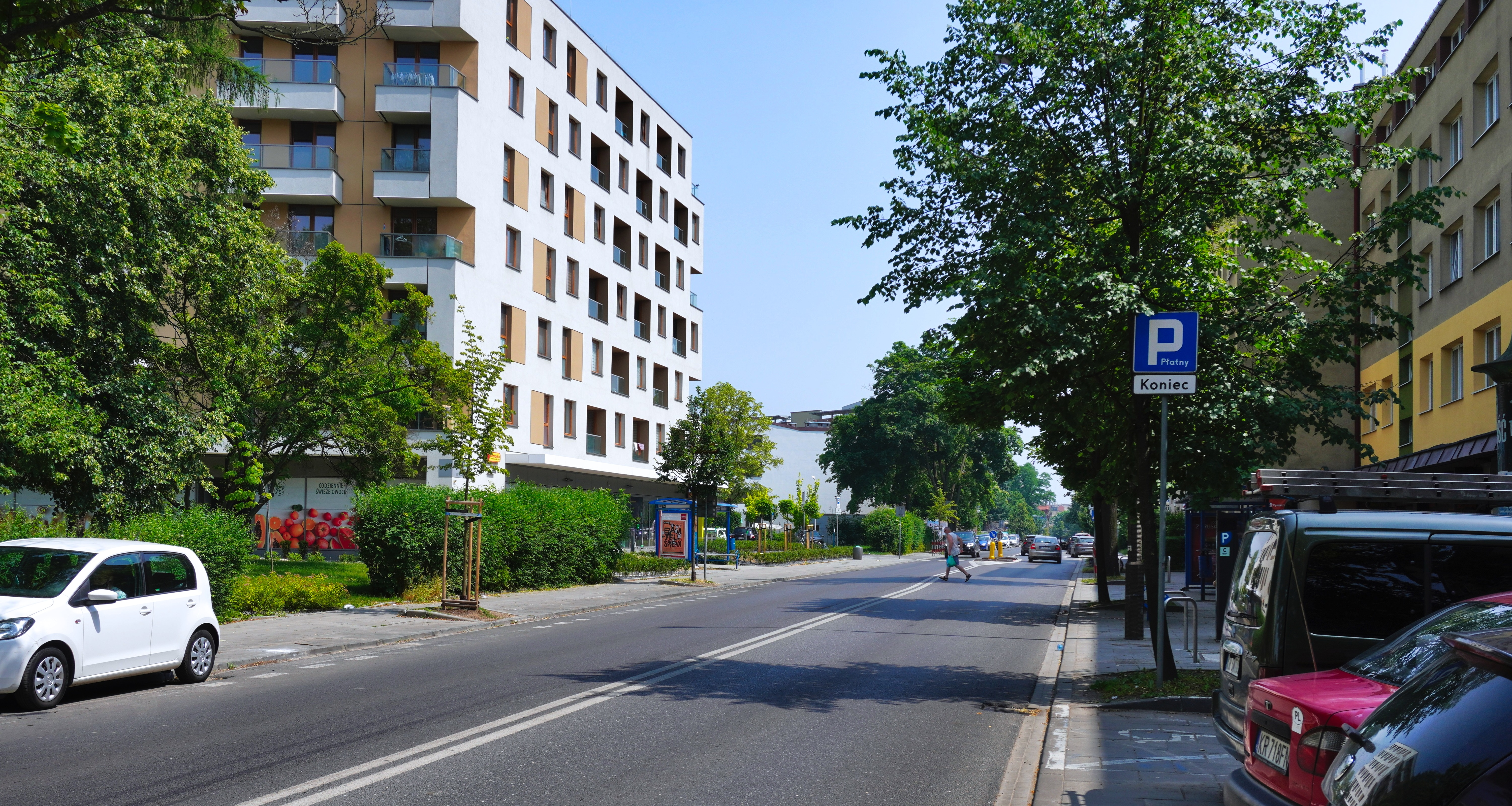
Widok od skrzyżowania z ul. Racławicką na wschód
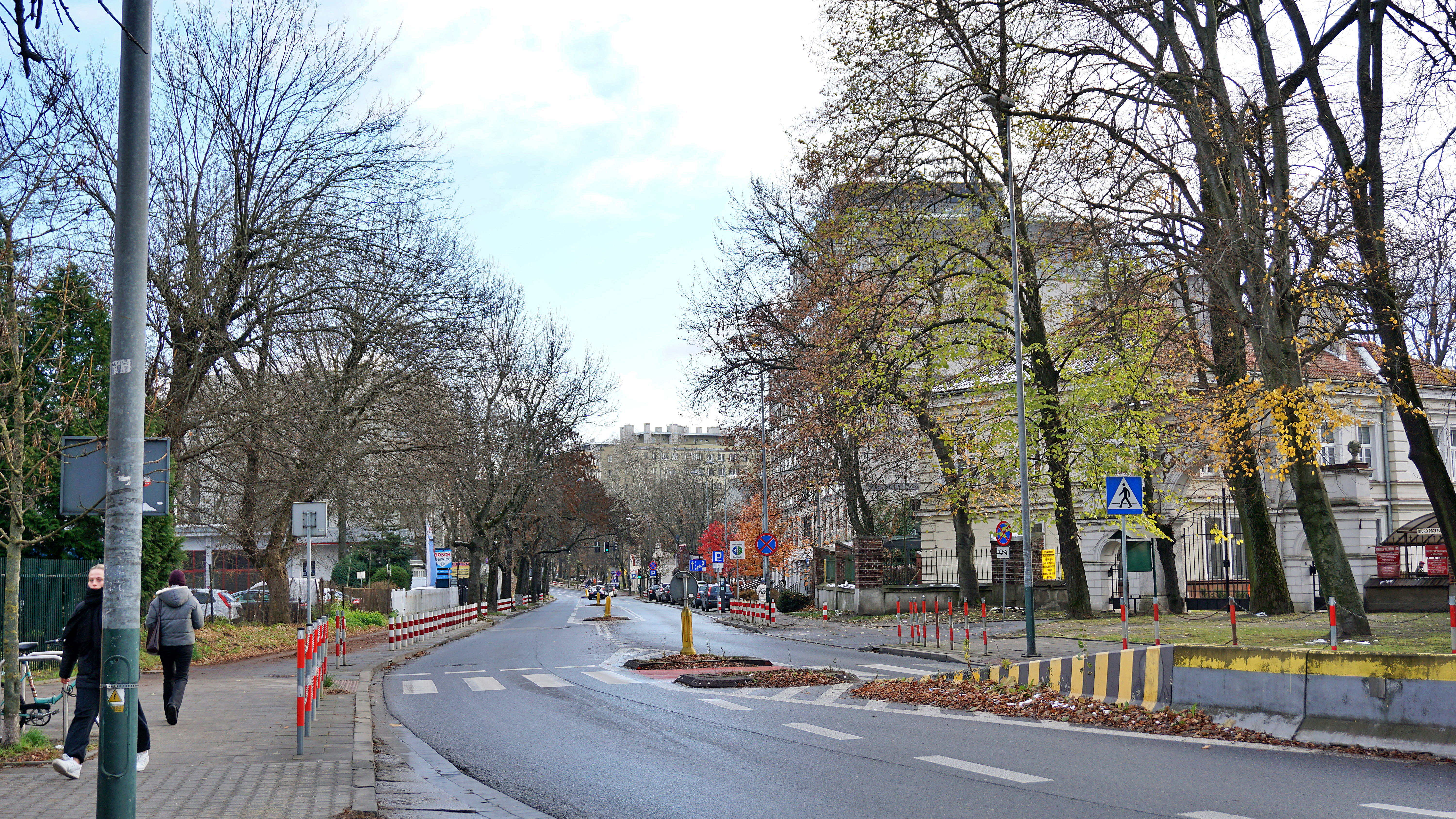
Widok od skrzyżowania z ul. Tytusa Czyżewskiego na wschód
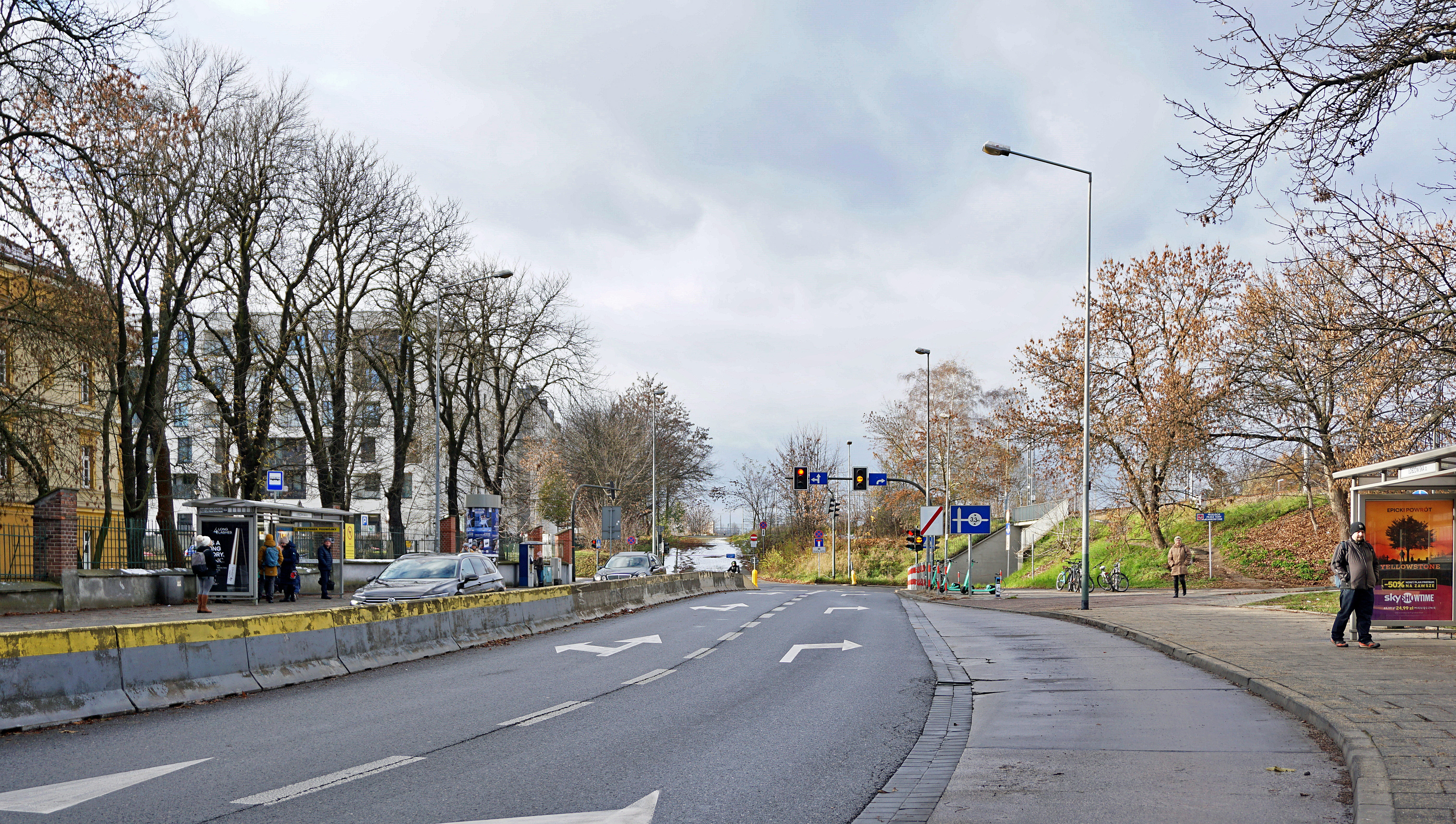
Widok na wysokości skrzyżowania z ul. Tytusa Czyżewskiego na zachód
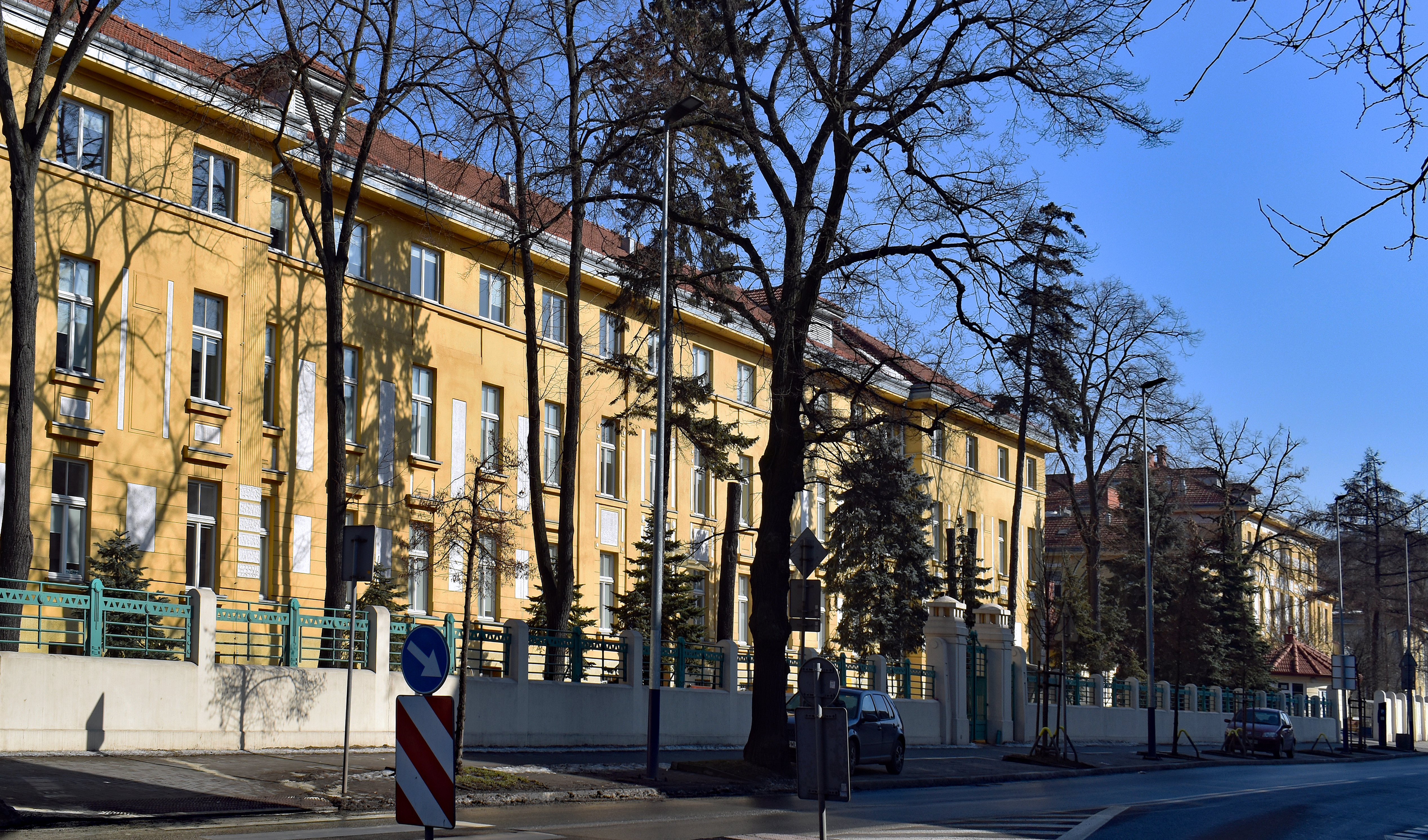
ul. Wrocławska 1-3 Szpital Wojskowy
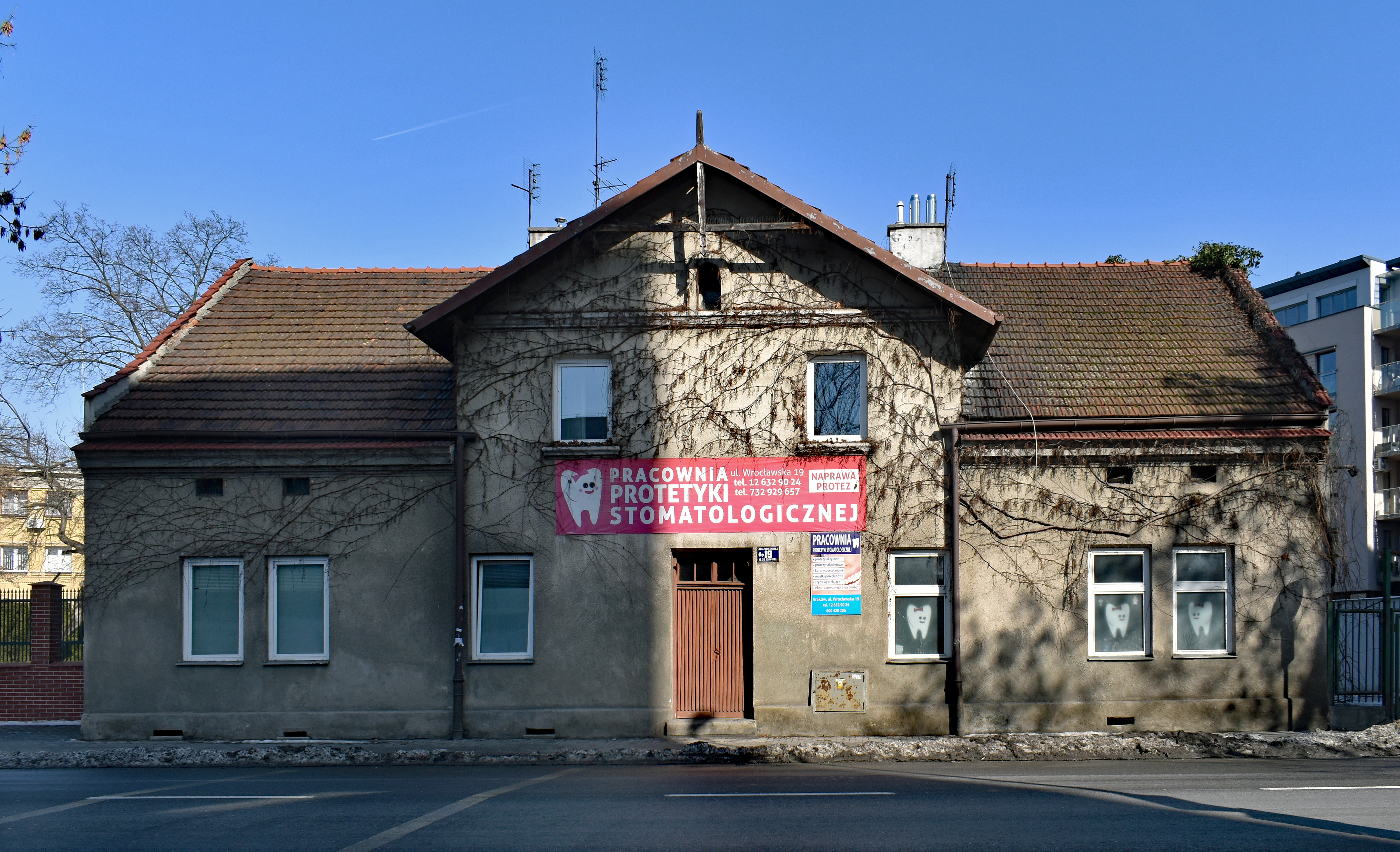
ul. Wrocławska 19 Podmiejski krowoderski dom z 1928.
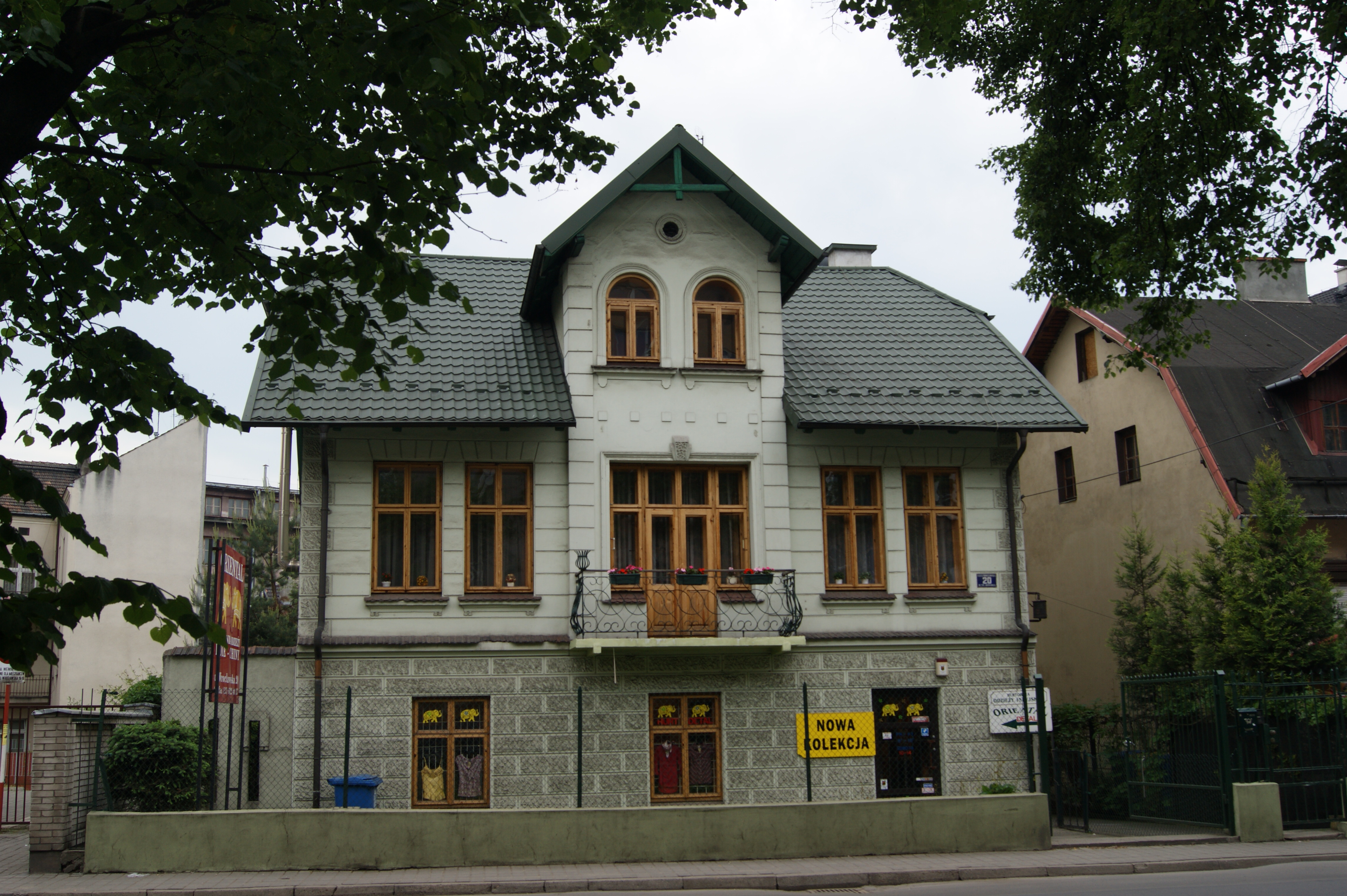
ul. Wrocławska 20 Willa (1908)
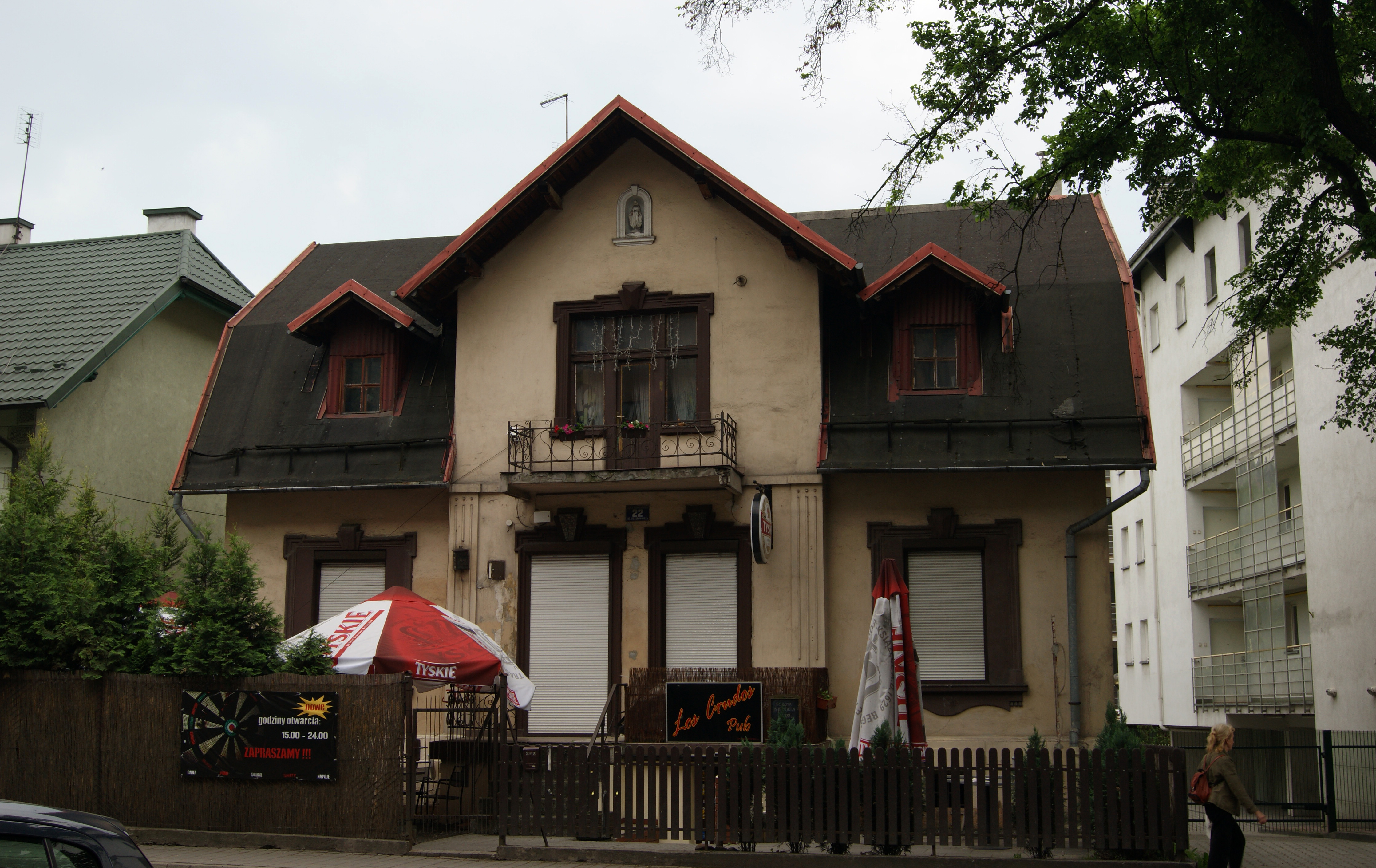
ul. Wrocławska 22 Willa (1908)
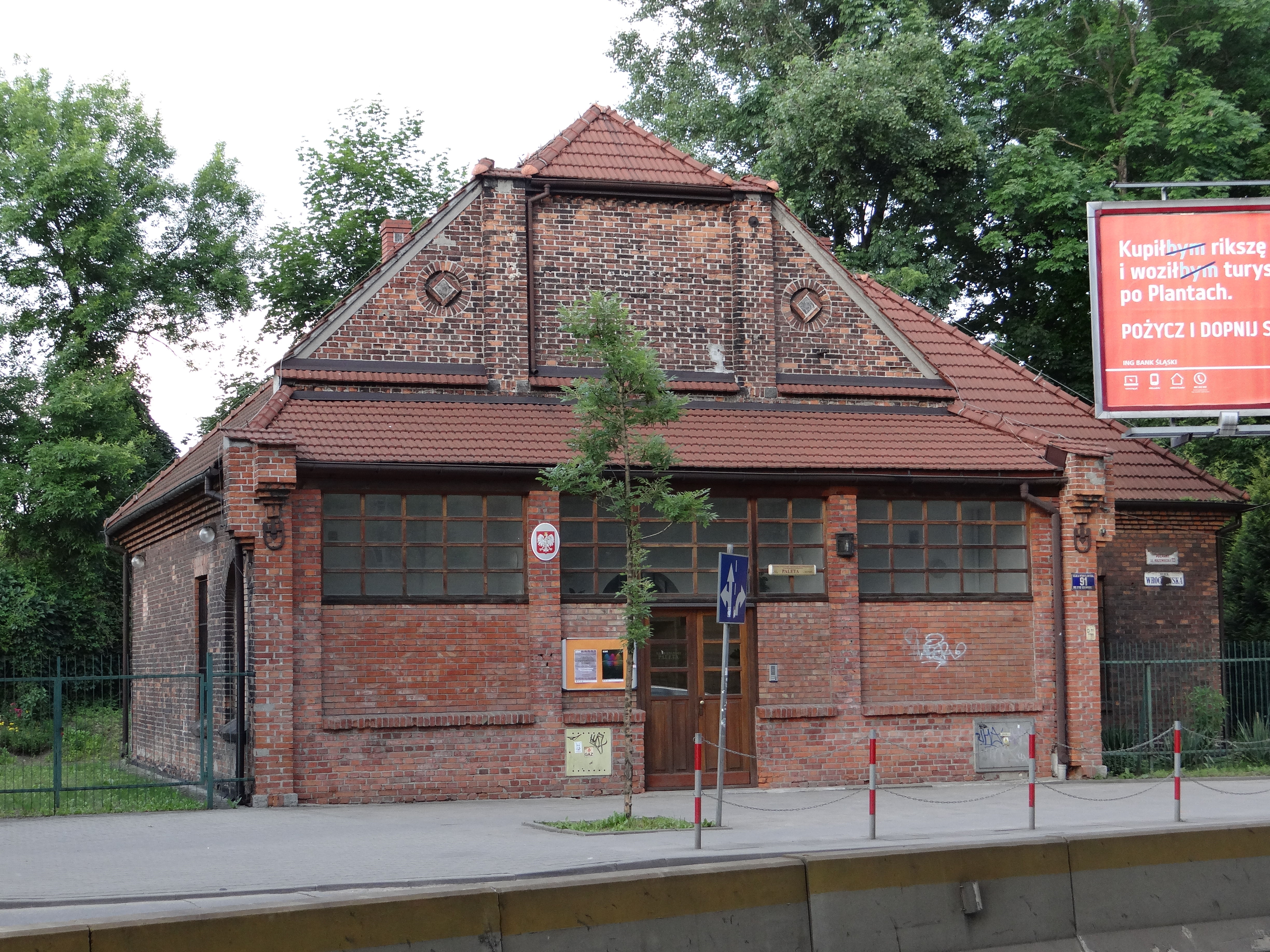
ul. Wrocławska 91 Rogatka „Pod Kasarnią”